# آر. ك. ستيوارت
آر. ك. ستيوارت (بالإنجليزية: R.K. Stewart)‏ هو مهندس معماري أمريكي، ولد في 16 أغسطس 1952.